# Los Ordejones
Los Ordejones  , es una entidad local menor situada en la provincia de Burgos , comunidad autónoma de Castilla y León (España), comarca de Páramos , ayuntamiento de Humada .

## Datos generales
En 2006, contaba con 32 habitantes, formada por dos localidades: Ordejón de Abajo, o Santa María y Ordejón de Arriba, o San Juan. 
Wikimapia/Coordenadas: 42°38′3″ N 4°3′43″ O
El nombre deriva del urce, una planta similar al brezo y que debió abundar en la zona.

## Situación administrativa
Entidad Local Menor cuyo alcalde pedáneo es Ricardo de la Hera Martínez.

## Historia
Lugar que formaba parte de la Cuadrilla de Sandoval en el Partido de Villadiego , uno de los catorce que formaban la Intendencia de Burgos, durante el periodo comprendido entre 1785 y 1833, en el Censo de Floridablanca de 1787 , jurisdicción de señorío siendo su titular el duque de Frías, alcalde pedáneo.
Antiguo municipio de Castilla la Vieja en el partido de Villadiego código INE-09175.
En el censo de la matrícula catastral contaba con 37 hogares y 118 habitantes.
Entre el censo de 1857 y el anterior, crece el término del municipio porque incorpora a 095034 Congosto, 095046 Fuencalenteja, 095049 Fuenteodra y 095132 San Martín de Humada.
En el censo de 1877 pasa a denominarse Humada.

## Cultura
En la década de los noventa, el lingüista Iván Ortega Santos  realizó una recopilación y estudio de las tradiciones orales en el Valle de Humada; pertenecen a la tradición oral del valle las Marzas, Sacramentos, Mandamientos y Canciones de Reyes con cantares de ciegos, calvarios, cantares de bodas.
En los últimos años, la asociación cultural A Vuelo Pájaro organiza el festival Fuenteodra Rocks. Este certamen, de carácter totalmente gratuito, pretende ser una manifestación del panorama rock novel español del país.
Estas dos localidades aparecen en el cantar del mio cid nombrados por su segundo nombre: "San juan" y "Santa maría ". Debido a que esos territorios pertenecían a su familia.
- Datos: Q5980112